# ایستوروی
ایستوروی (به لاتین: Eysturoy) یک منطقهٔ مسکونی در جزایر فارو است که در Eiði Municipality واقع شده‌است. ایستوروی ۲۸۶٫۳ کیلومتر مربع مساحت و ۱۱٬۴۹۰ نفر جمعیت دارد.